# Cause I Sez So
Cause I Sez So är det fjärde studioalbumet (och andra studioalbumet sedan bandets återkomst) av New York Dolls. Albumet släpptes 5 maj 2009 på Atco Records. Albumet producerades, precis som på bandets debutalbum, av Todd Rundgren. En av låtarna på albumet, "Trash", är en nyversion av låten som först var med på debutalbumet.
Albumet nådde plats 159 på Billboard 200.

## Låtlista
1. "'Cause I Sez So" (David Johansen/Sylvain Mizrahi) – 3:06
2. "Muddy Bones" (David Johansen/Sami Yaffa) – 3:00
3. "Better Than You" (David Johansen/Steve Conte) – 3:22
4. "Lonely So Long" (David Johansen/Sylvain Mizrahi) – 4:05
5. "My World" (David Johansen/Sylvain Mizrahi) – 3:26
6. "This Is Ridiculous" (David Johansen/Steve Conte) – 3:15
7. "Temptation to Exist" (David Johansen/Sami Yaffa/Steve Conte) – 4:02
8. "Making Rain" (David Johansen/Sylvain Mizrahi) – 4:06
9. "Drowning" (David Johansen/Sylvain Mizrahi) – 3:32
10. "Nobody Got No Bizness" (David Johansen/Sylvain Mizrahi/Steve Conte) – 2:58
11. "Trash" (David Johansen/Sylvain Mizrahi) – 3:52
12. "Exorcism of Despair" (David Johansen/Sylvain Mizrahi) – 2:45
13. "Lipstick, Powder & Paint" – 3:26 (Bonuslåt på iTunes)

## Medverkande
- David Johansen - Sång
- Sylvain Sylvain - Gitarr
- Steve Conte - Gitarr
- Sami Yaffa - Basgitarr
- Brian Delaney - Trummor